# Fedora Linux
Fedora Linux (с англ. — «федора», ранее — Fedora Core) — дистрибутив Linux, разрабатываемый проектом Fedora при коммерческой поддержке компаний Red Hat и IBM и содержащий возможности, которые в будущем предполагаются к использованию в дистрибутиве Red Hat Enterprise Linux. Целью проекта является построение целостной операционной системы из свободного программного обеспечения силами сообщества в духе экосистемы Red Hat Linux. Новые версии выходят каждые 6—8 месяцев по публичному расписанию.

## Характерные черты дистрибутива
Актуальные версии дистрибутива в период поддержки постоянно получают обновления программ и библиотек, включая новые стабильные версии ядра Linux. Fedora Linux содержит программное обеспечение, распространяемое по различным свободным лицензиям, и стремится быть на переднем крае технологий c открытым исходным кодом. Поэтому по лицензионным соображениям отсутствует поддержка MP3 и DivX. Тем не менее, существует достаточное количество дополнительных репозиториев, устраняющих данное неудобство и содержащих большое число дополнительных программ. В частности в настройках Центра приложений возможно включение репозиториев Google Chrome, Steam и других. Одновременно поддерживаются 2 последние версии. Fedora Linux — единственный на сегодня дистрибутив, предоставляющий наиболее качественную реализацию протокола Wayland. В качестве установщика по умолчанию используется Anaconda.

## Управление пакетами
В Fedora Linux используется формат пакетов RPM (Red Hat Package Manager) и DNF (Dandified YUM) в качестве инструмента для управления этими пакетами. DNF использует libsolv, средство разрешения внешних зависимостей. Flatpak также поддерживается по умолчанию; можно добавить поддержку Snap от Canonical. Fedora Linux использует Delta RPM при обновлении установленных пакетов, чтобы обеспечить замену только тех частей пакета, которые подверглись изменению. Так как система Delta RPM видит разницу между старой и новой версией пакета, то загружаются только изменения между установленным пакетом и новым, что позволяет производить обновление дистрибутива чуть быстрее, скачивая при этом немного меньший объём данных. В будущих версиях microDNF заменит DNF, который, в отличие от DNF, полностью написан на Си и не использует Python.

## Безопасность
Fedora Linux по умолчанию использует SELinux (Security-Enhanced Linux), модуль ядра, который реализует множество политик безопасности, включая обязательные средства контроля доступа, которые были внедрены в Fedora Linux ранее.

## Программное обеспечение
Fedora Linux поставляется с широким спектром программного обеспечения, такого как LibreOffice и Mozilla Firefox. Дополнительное программное обеспечение доступно в репозиториях программного обеспечения и может быть установлено с помощью диспетчера пакетов DNF или через Центр приложений GNOME. Кроме того, в систему можно добавить дополнительные репозитории, чтобы можно было легко установить программное обеспечение, недоступное в Fedora Linux. Программное обеспечение, которое недоступно в официальных репозиториях, либо потому, что оно не соответствует определению свободного программного обеспечения, либо потому, что его распространение может нарушать законодательство, может быть установлено с использованием сторонних репозиториев. Fedora Linux также предоставляет пользователям простую в использовании систему сборки для создания собственных репозиториев под названием Copr (аналог PPA в Ubuntu).
С выпуска Fedora 25 по умолчанию используется протокол сервера отображения Wayland, заменив протокол X Window System.

## Редакции
С момента выпуска Fedora 30 в настоящее время доступны следующие редакции:
1. Fedora Workstation[8] — предназначена для пользователей, которым нужна надёжная, удобная и мощная операционная система для ноутбука или настольного компьютера.
2. Fedora KDE Plasma Desktop[9] — изначально развивавшаяся как спин KDE Fedora Spin благодаря сообществу, с версии 42 получила официальную поддержку, и стала фактически аналогом Fedora Workstation, но с рабочим окружением KDE Plasma вместо GNOME.
3. Fedora Server[10] — его целевое использование для серверов. Он включает в себя новейшие технологии центров обработки данных. Это издание не поставляется с графическим рабочим столом, но его можно установить. Начиная с Fedora 28 редакция Server поставляется с системой Fedora Modularity.
4. Fedora Core OS[11] — автоматически обновляемая, минимальная, ориентированная на контейнеры операционная система.
5. Fedora Silverblue[12] — неизменяемая настольная операционная система, нацеленная на хорошую поддержку рабочих процессов, ориентированных на контейнеры. 
Fedora Kinoite[13][14] — аналог Fedora Silverblue с рабочим окружением KDE Plasma.
6. Fedora IoT[15] предоставляет проверенную платформу с открытым исходным кодом в качестве надежной основы для экосистем IoT.
7. Fedora Cloud[16] — образы для создания виртуальных машин, запускаемых в публичных и частных облачных окружениях.

Редакции могут быть записаны на USB-накопитель с помощью Fedora Media Writer, dd и других подобных утилит. Запуск в Live режиме позволяет пользователям попробовать Fedora Linux без внесения изменений на встроенный накопитель.

### Fedora Spins
Fedora официально распространяет различные вариации, называемые «Fedora Spins», которые представляют собой версии дистрибутива с различными рабочими средами (GNOME — это среда рабочего стола по умолчанию). Текущие официальные спины, начиная с Fedora 40, это KDE Plasma, KDE Plasma Mobile, Xfce, LXQt, MATE (с Compiz), Cinnamon, LXDE, SoaS, i3, Phosh (для использования на PinePhone), Budgie, Sway, Miracle. Кроме того, спины KDE, Sway, Budgie предоставляются как атомарные дистрибутивы с поддержкой OSTree, называемые Kinoite, Sway Atomic и Budgie Atomic соответственно. С версии 42 спин Fedora KDE Plasma Spin является отдельной веткой — Fedora KDE Plasma Desktop и получил поддержку на уровне Fedora Workstation с GNOME.

## Поддерживаемые архитектуры
На момент декабря 2018 года Fedora Linux совместима со следующими архитектурами:
- Главные: ARM-hfp, x86_64 (64-bit), ARM AArch64;
- Альтернативные: MIPS-64el, MIPS-el, PowerPC64, PowerPC64le, RISC-V, s390x.

## История дистрибутива Fedora Linux
Уоррен Тогами основал Fedora в 2002 году в качестве студенческого проекта в Гавайском университете, предназначенного для предоставления единого репозитория для хорошо протестированных сторонних программных пакетов, для упрощённого поиска и разработки программного обеспечения, не относящегося к Red Hat напрямую. Ключевое отличие Fedora от Red Hat Linux заключалось в том, что разработка репозитория Fedora будет осуществляться совместно с глобальным сообществом добровольцев. Fedora была запущена в 2003 году, по сути заменив Red Hat Linux, поддержка которого была прекращена в том же году. Это решение было обусловлено стратегией Red Hat — Red Hat Enterprise Linux должен был стать единственным официально поддерживаемым дистрибутивом Linux от Red Hat, в то время как Fedora должна была остаться дистрибутивом сообщества. В Red Hat Enterprise Linux включаются новшества и технологии, которые положительно проявили себя в Fedora.
До версии 7 Fedora называлась Fedora Core по имени одного из двух основных программных репозиториев — Core и Extras. Fedora Core содержала все базовые пакеты, которые требовались операционной системе, а также другие пакеты, которые распространялись вместе с установочными CD/DVD, и поддерживались только разработчиками Red Hat. Fedora Extras, вторичный репозиторий, который был включён после того как Fedora Core 3 стал поддерживаться сообществом и его распространение на CD/DVD было прекращено. После выпуска Fedora 7 различие между Fedora Core и Fedora Extras было устранено.
Начиная с выпуска 21 в Fedora был введён модульный принцип распространения дистрибутива с целью сделать разработку более гибкой, тогда же стали доступны три разные версии: Workstation, Server и Atomic.
Fedora является товарным знаком корпорации Red Hat, заявка Red Hat на получение статуса товарного знака для имени «Fedora» была оспорена Корнеллским университетом и Университетской библиотекой Вирджинии — создателями программного обеспечения для управления цифровыми хранилищами Fedora Commons. Вопрос был решён, и стороны договорились о совместном использовании имени Fedora; в решении говорилось, что проект Cornell-UVA может использовать имя, когда оно явно связано с программным обеспечением с открытым исходным кодом для систем хранения цифровых объектов, и что Red Hat может использовать имя, когда оно явно связано с компьютерными операционными системами с открытым исходным кодом.

## Цикл выпусков
Fedora имеет относительно короткий жизненный цикл релизов: версии поддерживаются 6—9 месяцев с момента релиза следующей версии. Новая версия дистрибутива выходит примерно каждые полгода. Пользователи Fedora могут обновиться с версии на версию без переустановки системы.

## Выпуски
Последней стабильной версией является Fedora 40, вышедшая 23 апреля 2024 года.
В обновлении экспортного комплаенса в сентябре 2017 года были запрещены поставки Fedora в Крым.
Согласно экспортному комплаенсу, для ПО Fedora при экспорте вне США нет необходимости проходить специальное лицензирование как средства шифрования или составлять Encryption Licensing Arrangements (ELA), так как это ПО публично доступно, что допускается пунктом B «Publicly available encryption source code» параграфа 742.15 «Encryption items» EAR, в форме исходного и двоичного кода.

## Разработка и сообщество
Разработка операционной системы и вспомогательных программ возглавляется организацией Fedora Project, который состоит из сообщества разработчиков и добровольцев, а также сотрудников Red Hat. Совет является высшим органом управления сообществом. Другие органы включают в себя Руководящий комитет Fedora по инжинирингу, отвечающий за технические решения, лежащие в основе разработки Fedora, и Комитет Fedora Mindshare, который координирует нетехническую деятельность.

## Репозитории, совместимые с Fedora Linux
Существует ряд неофициальных репозиториев дополнительных пакетов, совместимых с Fedora (но не всегда совместимых между собой), среди них:
- RPM Fusion — образовался в результате слияния репозиториев Livna, Freshrpms, Dribble для Fedora, RussianFedora и Red Hat Enterprise Linux[31];
- Flatpak[32] — магазин приложений для приложений распространяемых в формате Flatpak, в нём присутствуют сборки GIMP, VS Code, Steam, AnyDesk, Skype и других популярных программ, что весьма удобно для установки ПО с закрытым исходным кодом;
- Google Linux Software Repositories — неофициальный источник программ корпорации Google (Google Chrome, Google Earth, Google Music Manager, Google Voice and Video Chat, mod_pagespeed for Apache, Google Web Designer)[33];
- Fedy — репозиторий, который даёт возможность установки Adobe Flash Player, ряда проприетарных кодеков (MP3 и пр.) и некоторых других несвободных программ и компонентов.[34]
- Terra - rolling репозиторий с пакетами которые Fedora не поставляет по умолчанию.[35]

## Сравнение с другими дистрибутивами

### Debian
Сходства: Как и Fedora, Debian ориентирован на свободное программное обеспечение с открытым исходным кодом. На основании того, доступен ли пакет через репозитории Debian и Fedora, можно сделать верное суждение о том, является ли конкретная программа действительно свободной и с открытым исходным кодом.
Различия: Debian использует формат файлов deb, менеджер пакетов dpkg и средство разрешения зависимостей apt. Fedora использует формат файлов и менеджер пакетов RPM, и средство разрешения зависимостей DNF.
Центральный репозиторий Debian делится на свободные и несвободные секции, у Fedora весь репозиторий содержит только свободное ПО. В результате чего доступность несвободного ПО в Debian из центрального репозитория гарантируется в течение всего жизненного цикла дистрибутива, за некоторыми исключениями. В Fedora правила требуют, чтобы большинство программ и все шрифты были доступны по свободной лицензии, но делают исключение для определённых категорий несвободных программ для устройств. Несвободное ПО в Fedora расположено в сторонних репозиториях, за работоспособность которых в течение всего жизненного цикла никто ответственность не несет.
Debian имеет более обширный репозиторий с более чем 59 000 пакетов программного обеспечения. В Fedora около 15 тыс. пакетов программного обеспечения, хотя в Fedora нет несвободного репозитория или репозитория contrib. Также создание пакета для Debian и Ubuntu проще, чем для Fedora из-за отсутствия необходимости обеспечивать обратную совместимость с рядом других дистрибутивов. Иными словами, пакет созданный для Debian, как правило, будет совместим с Ubuntu и другими производными дистрибутивами, такими как Linux Mint, а вот пакет для Fedora далеко не всегда будет совместим даже с Red Hat Enterprise Linux, несмотря на стандарт LSB.

### Ubuntu
Сходства: Ubuntu также имеет свой собственный веб-сайт под названием Ask Ubuntu, который похож на веб-сайт Fedora Ask, основанный на Askbot. Также, в Ubuntu есть серверная и контейнерная версия, как в Fedora.
Различия: Ubuntu коммерчески поддерживается и разрабатывается Canonical, тогда как Fedora — проект сообщества, лишь спонсируемый Red Hat, в этом смысле Fedora больше похожа на версии Ubuntu (Kubuntu, Xubuntu, Ubuntu MATE); то есть, Fedora — единый проект, даже если речь идёт о спинах KDE Plasma, Xfce, MATE, в то время как разновидности Ubuntu обычно выступают как отдельные проекты, сохраняя некоторую дистанцию с официальной версией Ubuntu с GNOME.
Ubuntu основана на Debian, Fedora же не является производной от другого дистрибутива Linux и имеет более тесные отношения со многими проектами, используя более новые версии их программного обеспечения.
Canonical более лояльно относится к проприетарному и запатентованному программному обеспечению, и в некоторой степени избирательно допускает его в состав Ubuntu.
Ubuntu, также как и Debian использует формат deb, менеджер пакетов dpkg и средство разрешения зависимостей apt-get (так как является его производной). Это позволяет в том числе и сохранять вышеописанную обратную совместимость deb-пакетов сторонним разработчикам, в некоторых случаях — работать над обоими проектами одновременно.
Оба дистрибутива по умолчанию используют среду рабочего стола GNOME. Но в Ubuntu применяется своя тема оформления и различные изменения и твики, тогда как в Fedora GNOME поставляется в стандартном виде и без модификаций. Данный пункт применим и к другим спинам Ubuntu и Fedora, например в Xubuntu и Ubuntu MATE используется Indicator-Applet, включающий в себя блок из основных апплетов трея.
В Fedora нет возможности выбора ядра для использования, в то время как в Ubuntu вне LTS предусмотрены пакеты на kernel.ubuntu.com, а в LTS предусмотрен и выбор веток — General и HWE. Соответственно, если имеются проблемы с работоспособностью драйвера, не всегда свободного, в Fedora на новом ядре, выбрать подходящее ядро будет невозможно.

### openSUSE
Сходства: как и Fedora, openSUSE использует RPM в качестве менеджера пакетов.
Различия: openSUSE использует средство разрешения зависимостей zypper вместо DNF, оба эти средства разрешения зависимостей используют SAT-решатель для быстрого разрешения зависимостей.
openSUSE находится в свободном доступе, но также продаётся в виде коробочного продукта с ограниченной коммерческой поддержкой со стороны SUSE, в то время как Fedora является проектом сообщества вне какой либо бизнес-модели. Начиная с версии 15 openSUSE Leap пользователи могут переходить на SUSE Linux Enterprise (SLE), если им нужна поддержка и они хотят стать клиентами SUSE.
Установка RPM пакетов из Fedora Linux в openSUSE не рекомендуется.

### Arch Linux
Сходства: оба дистрибутива ориентированы на опытных пользователей и разработчиков
Различия: Fedora использует пакетный менеджер DNF, в то время как Arch Linux использует пакетный менеджер pacman. В Fedora используется формат пакета RPM, а в Arch Linux формат пакетов pacman, которые представляют собой tar-архивы. 
Fedora возглавляется организацией Fedora Project при коммерческой поддержке компании Red Hat и IBM, в то время как Разработка Arch Linux возглавляется полностью некоммерческим сообществом.
Выпуски Fedora выходят каждые 6—8 месяцев по публичному расписанию. Arch Linux базируется на системе rolling release что означает однократную установку с непрерывными обновлениями.
Fedora Linux по умолчанию использует SELinux, в то время как Arch Linux по умолчанию отсутствует SELinux и AppArmor, что делает Arch Linux менее безопасным дистрибутивом[источник?].
По умолчанию в Fedora используется рабочее окружение GNOME, но также есть возможность выбрать другую среду рабочего стола из KDE Plasma, Xfce, LXQt, LXDE, MATE, i3wm, Sway, Budgie и Cinnamon.
В Arch Linux по умолчанию отсутствует среда рабочего стола.